# Arif Kama
Arif Kama (ur. 25 lutego 1976) – turecki zapaśnik walczący w stylu wolnym. Zdobył trzy medale na mistrzostwach Europy, w tym złoty w 2002. Czwarty na igrzyskach wojskowych w 1999. Uniwersytecki wicemistrz świata w 1998. Czwarty w Pucharze Świata w 2001 i szósty w drużynie w 2008 roku.